# Puntate di Dietro i suoi occhi
Le puntate della miniserie televisiva Dietro i suoi occhi, composta da 6 episodi, sono state distribuite sulla piattaforma di streaming Netflix il 17 febbraio 2021.
| n° | Titolo originale  | Titolo italiano     | Pubblicazione USA | Pubblicazione Italia |
| -- | ----------------- | ------------------- | ----------------- | -------------------- |
| 1  | Chance Encounters | Incontri casuali    | 17 febbraio 2021  | 17 febbraio 2021     |
| 2  | Lucid Dreaming    | Sogni lucidi        | 17 febbraio 2021  | 17 febbraio 2021     |
| 3  | The First Door    | La prima porta      | 17 febbraio 2021  | 17 febbraio 2021     |
| 4  | Rob               | Rob                 | 17 febbraio 2021  | 17 febbraio 2021     |
| 5  | The Second Door   | La seconda porta    | 17 febbraio 2021  | 17 febbraio 2021     |
| 6  | Behind Her Eyes   | Dietro i suoi occhi | 17 febbraio 2021  | 17 febbraio 2021     |

## Incontri casuali
- Titolo originale: Chance Encounters
- Diretto da: Erik Richter Strand
- Scritto da: Steve Lightfoot

### Trama
Louise è una giovane madre: lavora come segretaria in uno studio psichiatrico, è divorziata da tre anni, ha un figlio di sette anni - Adam - che è tutta la sua vita e soffre di un sonno fortemente disturbato da angoscianti incubi. Una sera riesce finalmente a organizzarsi per incontrarsi fuori con un'amica, ma questa le dà buca all'ultimo momento. Louise sta per lasciare il locale in cui era giunta per l'appuntamento, rassegnata a rientrare istantaneamente nella propria monotona vita, quando inavvertitamente colpisce un avventore che sta bevendo un drink. L'evento fortuito cambia la serata di entrambi che, dopo un'iniziale fase di reciproco imbarazzo, iniziano a parlare e a trovare un'inaspettata sintonia. Nessuno dei due sa come si chiami l'altro, eppure ridono, flirtano e, al momento poi di salutarsi, si scambiano un fugace bacio. Al che, lui scappa via, in evidente stato di agitazione. Il giorno dopo Louise scopre malauguratamente che non solo l'affascinante uomo conosciuto la sera prima è il suo nuovo capo, David, ma che è pure sposato con una bellissima donna di nome Adele. Quest'ultima ha un modo di fare inquietante (alcuni flaskback la mostrano all'interno di una struttura che sembra un Centro di salute mentale, quasi ad avvalorare e giustificare le sue "stranezze"), e anche il suo rapporto con il marito David non pare del tutto sano: lui la controlla come fosse una sua paziente e, dichiaratamente, non la ama. Lo psichiatra presenta comunque Adele ai suoi nuovi colleghi dello studio, ma il fato vuole che anziché fare amicizia con le mogli dei colleghi... la donna finisca per conoscere proprio Louise. Alla quale chiede poi, nonostante l'evidente disagio della giovane madre, di non rivelare al marito di questa loro conoscenza.

## Sogni lucidi
- Titolo originale: Lucid Dreaming
- Diretto da: Erik Richter Strand
- Scritto da: Steve Lightfoot

### Trama
Nonostante la ritrosia di Louise, l'insistenza di Adele - che dice di sentirsi sola, essendo nuova in città - fa sì che le due donne comincino a fare amicizia e a conoscersi meglio. Adele, in particolare, si mostra molto interessata ai ricorrenti e terribili incubi cui Louise le accenna. Alcuni flashback mostrano poi il passato di Adele quando, ricoverata in un Centro di salute mentale, fa amicizia con Rob (Robert), un altro paziente della struttura, che in realtà nutre per lei sentimenti che vanno al di là della semplice amicizia (anche se il ragazzo si dichiara omosessuale). Si scopre, nel frattempo, che anche Adele soffriva di forti disturbi del sonno: in un alternarsi di realtà (Adele che dipinge in modo ossessivo un muro della propria camera da letto) e ricordi frammisti a sogno (un fitto bosco e un profondo pozzo di pietra sono le immagini ricorrenti), si intuisce che la donna ha avuto, e probabilmente ha ancora, gravi turbe mentali. Un misterioso libretto rosso, il diario dei sogni di Rob, viene ritrovato da Adele, mentre Louise, nel frattempo, accetta a malincuore la proposta dell'ex marito, e lascia che suo figlio vada via in vacanza con lui per un mese. L'occasione di restare sola per un po' di tempo è sfruttata, apparentemente in modo casuale, da David. L'uomo va a trovare Louise a casa sua e non ci vuole molto perché tra i due scoppi la passione fino a quel momento repressa.

## La prima porta
- Titolo originale: The First Door
- Diretto da: Erik Richter Strand
- Scritto da: Angela LaManna

### Trama
Il mese di "libertà familiare" offertole dalla temporanea assenza del figlio, dà modo a Louise di concentrarsi su se stessa. Tra momenti di incertezza e altri momenti in cui appare invece risoluta a godersi finalmente sprazzi di vita che il destino pareva averle negato, poco alla volta Louise consolida da una parte il rapporto d'attrazione con David (dopo qualche tentennamento i due si lasciano andare senza remore e diventano amanti), dall'altra sviluppa un sempre più forte legame di amicizia con Adele (da cui sente di essere in qualche modo attratta). La ragazza si ritrova così in una specie di implicito "rapporto a tre", diventando un punto di riferimento sia per David sia per sua moglie (l'uno all'insaputa dell'altra, e viceversa) tra i quali non vi è dialogo ma ci sono, invece, tanti segreti e oscure ambiguità provenienti dal passato. Lo psicanalista cerca di esercitare un vigile controllo sui comportamenti quotidiani della moglie, imponendole di ingerire pillole medicinali e chiamandola al telefono a orari predeterminati, mentre la donna rifiuta tali cure (rigetta le pillole di nascosto) pur mostrando un morboso attaccamento affettivo nei confronti del marito. Con l'aiuto del libretto rosso dei sogni di Rob, il migliore amico di Adele quando quest'ultima era ricoverata in manicomio, Louise comincia anche a cercare una soluzione per liberarsi dei suoi orribili incubi. Così, nel bel mezzo dello sviluppo di un terrificante sogno, la ragazza riesce a individuare all'interno del proprio mondo inconscio una porta (cui le aveva accennato anche Adele) che la immette in una nuova dimensione onirica, del tutto rassicurante e tranquilla.

## Rob
- Titolo originale: Rob
- Diretto da: Erik Richter Strand
- Scritto da: Angela LaManna

### Trama
Con l'aiuto del libretto rosso scritto da Rob, Louise sembra avere imparato a gestire i propri angoscianti incubi accedendo a una "porta" onirica che la proietta in una dimensione più serena. Scopre anche l'esistenza di una seconda "porta" ma, per il momento, non la apre. Nella vita reale, invece, le cose per la ragazza si fanno via via sempre più complicate e i suoi rapporti con l'amante (David) e la moglie di lui (Adele) volgono velocemente verso la rottura. Mentre dai flashback della vita di Adele si capisce sempre meglio quanto il suo legame con Rob fosse diventato profondo durante il loro periodo di ricovero (con Rob che nutriva forti dubbi sulla lealtà di David nei confronti dell'amica), nel presente la donna cerca di reagire al maniacale controllo del marito (che la imbottisce di psicofarmaci) architettando contro di lui, con malizia e scaltrezza, delle false accuse di violenza domestica. Louise viene a conoscenza di queste accuse e, ignorando la loro falsità, comincia a dubitare della sincerità di David. In un serrato confronto con l'uomo, che si dichiara innocente contro le velate accuse della moglie, ma che per contro si mostra del tutto reticente per ciò che riguarda l'oscuro e ambiguo rapporto con la moglie, Louise lo manda allora via da casa invitandolo a sistemare i propri guai familiari e interrompendo, di fatto, la loro relazione.
Adele nel frattempo, caduta in uno stato di semi-incoscienza, ha una visione (proposta come una specie di sogno, ma del tutto corrispondente alla realtà) che le mostra il momento in cui David dichiara il suo amore a Louise. A questo punto, la donna architetta un secondo maligno stratagemma grazie al quale David viene "accidentalmente" a scoprire il legame di stretta frequentazione da tempo esistente tra la moglie e Louise. Sentendosi tradito nella fiducia, l'uomo reagisce con rabbia e costringe Louise, sotto minaccia, a licenziarsi. Una reazione per certi versi spropositata, che lascia intuire il tacito proposito di tenere l'amata lontano da lui e, soprattutto, da una moglie che egli ritiene - non si sa bene perché - estremamente pericolosa. Louise cade nello sconforto, ma trova egualmente il coraggio di passare a casa di Adele, di nascosto da David, per indagare su quel che sta succedendo. Qui trova l'amica in stato di semi-incoscienza, la soccorre e, essendosi ormai convinta che tra i due coniugi quello perfido e falso sia David, si schiera dalla parte dell'amica offrendole il proprio aiuto. Un ultimo flaskback ci mostra il corpo esanime di Rob che giace in fondo a un pozzo in pietra, nella ricca tenuta di Adele.

## La seconda porta
- Titolo originale: The Second Door
- Diretto da: Erik Richter Strand
- Scritto da: Steve Lightfoot

### Trama
La salute mentale di Adele pare peggiorare, tanto che la donna torna a drogarsi pesantemente iniettandosi sostanze a base di eroina. La vita di Louise è momentaneamente rallegrata dal ritorno dalle vacanze del figlio, ma il suo animo resta fortemente turbato per via della convinzione che l'amica Adele abbia bisogno del suo aiuto per liberarsi dalle oppressioni del marito. Ricordando che David conserva la cartella clinica di Adele nello studio psichiatrico, Louise (che ha ancora le chiavi dell'ufficio) vi si intrufola nottetempo e se ne impossessa. Dà alla cartella clinica dell'amica solo un'occhiata fugace, trovando elementi che paiono suffragare le sue ipotesi riguardo alle prepotenze di David, e quindi si reca da Adele per consegnargliela, pensando così di poter fornire all'amica importanti informazioni. Durante l'incontro tra le due donne, Adele confessa subdolamente a Louise un terribile pensiero: è convinta che il marito abbia ucciso il suo amico Rob dopo che, dieci anni fa, i due si erano conosciuti nella tenuta di campagna di lei.
Di fronte alla rassegnazione dell'amica, che dice di non avere più avuto notizie di Rob (cosa stranissima visto il loro profondo legame), Louise decide di indagare per proprio conto. Dopo avere contattato la sorella di Rob, Louise scopre che il ragazzo risulta in effetti sparito da circa dieci anni, e scopre altresì come David fosse tra i sospettati del misterioso incendio che aveva devastato la tenuta di campagna di Adele, provocando la morte dei suoi genitori. Tutto pare tornare: l'uomo ha sposato la ricca Adele per impossessarsi dei suoi averi, ha fatto fuori personaggi scomodi come l'amico del cuore e i genitori di lei, e ora tiene sotto scacco la moglie facendola passare per malata psichiatrica... cosicché Louise racchiude questi suoi ragionamenti in una lettera anonima che invia poi alla polizia, accusando esplicitamente David. Nel frattempo, però, gli incubi notturni della ragazza subiscono un'improvvisa svolta quando Louise, immersa nel sonno, apre la "seconda porta" del proprio inconscio ritrovandosi a vivere una specie di realtà extra-corporale, nel tempo presente, ma in luoghi lontani da dove sta effettivamente riposando. Un flaskback della vita di Adele, ci mostra poi come sia lei, sia Rob, fossero anch'essi capaci, e con indubbia maestria, di gestire il loro sonno più profondo "viaggiando" fuori dal proprio corpo, come ectoplasmi, per osservare nascostamente tutto quello che accadeva attorno e lontano da loro.
Ricordando improvvisamente lo stato di trance catatonico in cui aveva rinvenuto l'amica Adele qualche giorno prima, Louise ha un'improvvisa e clamorosa intuizione dell'inganno in cui è caduta: ricostruisce mentalmente tutti gli strani avvenimenti che le sono occorsi di recente e capisce che Adele ha il suo stesso "potere", quello che permette di poter viaggiare in modo extra-corporale durante il sonno. È dunque stata lei, avendo osservato in forma ancestrale il sentimento che stava nascendo tra Louise e David, a tessere la subdola serie di eventi che le ha sconvolto la vita negli ultimi mesi!

## Dietro i suoi occhi
- Titolo originale: Behind Her Eyes
- Diretto da: Erik Richter Strand
- Scritto da: Steve Lightfoot

### Trama
Per avere conferma della propria intuizione, Louise si reca nella cittadina dove vivevano in precedenza David e Adele. Qui, secondo Adele, David aveva avuto una relazione con una donna, Marian, che invece si scopre essere stata solo una sua buona amica. Ma ciò era bastato a scatenare un'iraconda gelosia da parte della moglie, e tutti i fatti e gli accadimenti che Marian racconta a Louise non fanno altro che confermare l'ipotesi della giovane madre: Adele è una psicopatica con poteri di parapsicologica veggenza. Rientrata a casa, Louise si incontra con David e si chiarisce con lui. I due amanti si riconciliano e l'uomo svela finalmente il tacito segreto che lo lega misteriosamente alla moglie.
Nella tenuta di campagna della moglie, David, Adele e Rob avevano avviato una specie di incompiuto ménage a trois, con Adele che amava, ricambiata, David... e Rob che amava virtualmente e gelosamente entrambi, affascinato dal loro mondo, dal loro amore e dalla loro ricchezza. In un momento di assenza di David, però, Adele e Rob si erano drogati assieme e il ragazzo era finito in overdose. Adele, presa dal panico, aveva allora gettato il corpo esanime dell'amico giù nel pozzo di pietra, facendovi inavvertitamente cadere anche l'orologio di David. Quest'ultimo, una volta venuto a conoscenza dell'accaduto, si era lasciato convincere da Adele a tenere nascosta la morte di Rob: lei aveva infatti paura di essere nuovamente rinchiusa in un centro di salute mentale; lui, per contro, aveva il timore sia di perdere lei sia di essere accusato dell'omicidio, per via dell'indizio dell'orologio.
Louise racconta a David della lettera anonima spedita alla polizia, e l'uomo decide allora di tornare immediatamente in Scozia, ovvero nella tenuta di campagna della moglie, per andare a costituirsi presso il locale comando di polizia. Nonostante David abbia intimato a Louise di restare nel frattempo lontano dalla psicopatica moglie, Louise decide di contattarla. Le racconta quindi di come tutto il suo gioco sia stato oramai scoperto, di come il segreto della morte di Rob sia stato rivelato, e le suggerisce di costituirsi - come già sta facendo David - se davvero ama ancora il marito. Dopo una prima reazione di rabbia, Adele scrive per davvero una lettera in cui confessa di essere l'unica responsabile della morte di Rob. Poi si droga fortemente e dà fuoco alla casa per suicidarsi, inviando tuttavia messaggi rivelatori delle proprie intenzioni all'amica Louise.
Quest'ultima accorre con l'intento di salvare Adele e, non riuscendo a entrare nell'abitazione oramai in fiamme, si lascia svenire davanti all'ingresso della casa. Entra così nella modalità sognante che le permette di far viaggiare il proprio spirito e di entrare all'interno della villetta, seppure nello status "ectoplasmatico". Qui incrocia lo spirito fluttuante di Adele che - prontamente - si libra fuori casa e si impossessa del corpo momentaneamente lasciato libero da Louise (il cui spirito, a sua volta, si trova costretto a entrare in quello di Adele). Dopo essersi impossessata del corpo di Louise, Adele entra in casa (usando una chiave in precedenza nascosta) e uccide il proprio corpo (a tutti gli effetti uccidendo così Louise) drogandolo con una overdose. In seguito, lo spirito della donna prende tranquillamente posto nella vita quotidiana di Louise, con l'acclarato intento di riconquistare David usufruendo delle sue nuove vesti.
Un ultimo flash back ci mostra quindi cosa accadde veramente nella tenuta di campagna di Adele. Rob e Adele, che avevano entrambi il "dono" di poter viaggiare in modalità extra-corporale durante il sonno, decidono una notte di sperimentare lo scambio dei propri corpi: provano cioè a immettersi, con il proprio spirito ectoplasmatico, l'uno nel corpo dell'altra. L'esperimento riesce ma, una volta entrato nel corpo dell'amica Adele, Rob si rifiuta poi di uscirne. Il ragazzo è pronto a tutto, pur di cogliere l'occasione di avere tutto quello che non ha mai avuto: la ricchezza di Adele e l'amore di David. Uccide quindi il proprio precedente corpo (a tutti gli effetti uccidendo così Adele) drogandolo con una overdose, e lo butta poi nel pozzo.
Lo spirito di Rob corona nuovamente il proprio sogno e, come aveva già fatto usando il corpo di Adele, sposa per la seconda volta - adesso sotto le mentite spoglie di Louise - un inconsapevole David.